# 방성윤
방성윤 (方成允, 1982년 6월 3일 ~ )은 대한민국의 농구 선수로 포지션은 스몰 포워드다. 한국 프로 농구의 서울 SK 나이츠와 대한민국 농구 국가대표팀의 일원으로 활동했으며, 현재 3x3 농구팀인 한울건설 농구단 소속으로 뛰고 있다.

## 생애
부산에서 열린 2002년 아시안 게임에서 대학생 신분으로 금메달을 따낸 그는 2005년 KBL 신인 드래프트에서 전체 1순위의 영예를 안으며 승승장구했다. 전미 농구 협회(NBA) 공식 하부리그인 D 리그에서 활약하며 NBA 진출 가능성을 타진하기도 했고 2006-2007시즌부터 3년 연속 국내 리그에서 3점슛 1위에 올랐다. 그러나 각종 부상으로 고생하며 힘든 시기를 보내고 2011년 6월에 30세의 젊은 나이에 은퇴하였다.
2019년에 3x3 농구 선수로 복귀하여 3x3 프리미어 리그의 팀인 한울건설 농구단에 입단하였다.

## 학력
- 서울대현초등학교
- 휘문중학교
- 휘문고등학교
- 연세대학교

## 경력
- 2000년 - 아시아 청소년 선수권 대회 최우수선수상
- 2002년 - 부산 아시안 게임 금메달
- 2004년 - 미국 NBA의 하부리그인 NBA D 리그의 로어노크 대즐에 4라운드 20순위로 지명
- 2005년 - 아시아 남자 농구 선수권 대회 국가대표
- 2005년 ~ 2011년 서울 SK 나이츠
- 2006년 - 05'~06'시즌 KCC 프로농구 정규리그 신인상을 수상
- 2006년 - 월드 바스켓볼 챌린지 국가대표
- 2006년 - 도하 아시안 게임 국가대표
- 2007년 - 06'~07'시즌 프로농구 BEST 5 수상
- 2009년 - 2009년 아시아 선수권 대회 국가대표

## 에피소드
- 2006년 도하 아시안 게임, 카타르와의 예선전에서 편파판정을 뚫고 42득점(3점슛:12개)을 기록하며 대표팀을 패배의 위기에서 구해냈다.
- 2007년 12월 21일, 전주 KCC 이지스와의 홈 경기도중 2쿼터 초반에 패스를 받고 슛을 쏘려던 중, 그 자리에서 미끄러지는 사고가 발생하였다. 미끄러짐과 동시에 큰 부상까지 입으며 비명을 질러대었고, 바로 응급실로 실려갔다. 왼쪽 무릎 인대가 부상당하였으며, 8주 동안 병원에 입원을 하였다가 2008년 3월 4일 복귀하였다.
- 2013년 3월 13일에 폭행 혐의로 검찰에 송치됐다.[2]